# أوكرهامن
أوكرهامن (بالإنجليزية: Åkrehamn) هي مدينة في مقاطعة روغالاند في النرويج.
يبلغ عدد سكانها حوالي 10,070 نسمة.